# XI Batalion Saperów
XI batalion saperów (XI bsap) – pododdział saperów  Wojska Polskiego w II Rzeczypospolitej.

## Dzieje XI  batalionu saperów
XI baon saperów został utworzony  w Lublinie  na początku września  1919 dla 11 Dywizji Piechoty z 11 batalionu saperów. W jego skład wchodziły: dowództwo 1 kompanii inżynieryjnej II pułku inżynieryjnego, 4 kompania inżynieryjna I pułku inżynieryjnego, 5 kompania inżynieryjna I pułku inżynieryjnego, kompania saperów instruktażowych Błękitnej Armii gen  Hallera. 
W 1921 baon został włączony w skład 6  pułku saperów w Przemyślu. W 1929, w następstwie reorganizacji wojsk saperskich, batalion został rozformowany.

## Dowódcy batalionu
- mjr  Kazimierz Hackbell
- mjr Stefan Pomirski
- kpt. Antoni Borkowski   I  - (p.o. 1923[3][4])
- mjr sap. Jerzy Sochocki (VIII 1925 – V 1926)